# 茨城県道102号長沢水戸線

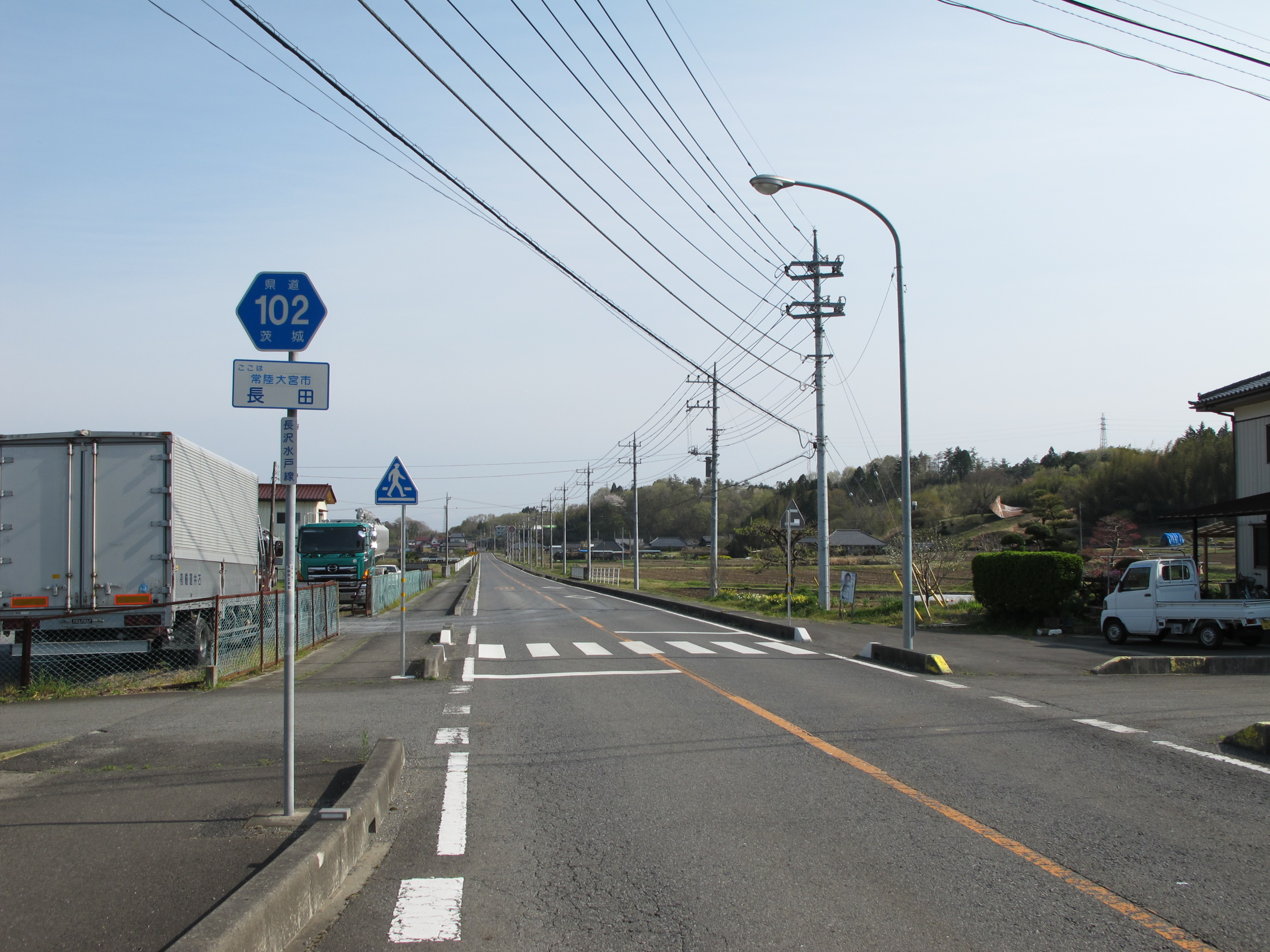
茨城県道102号長沢水戸線
常陸大宮市長田（2014年4月）

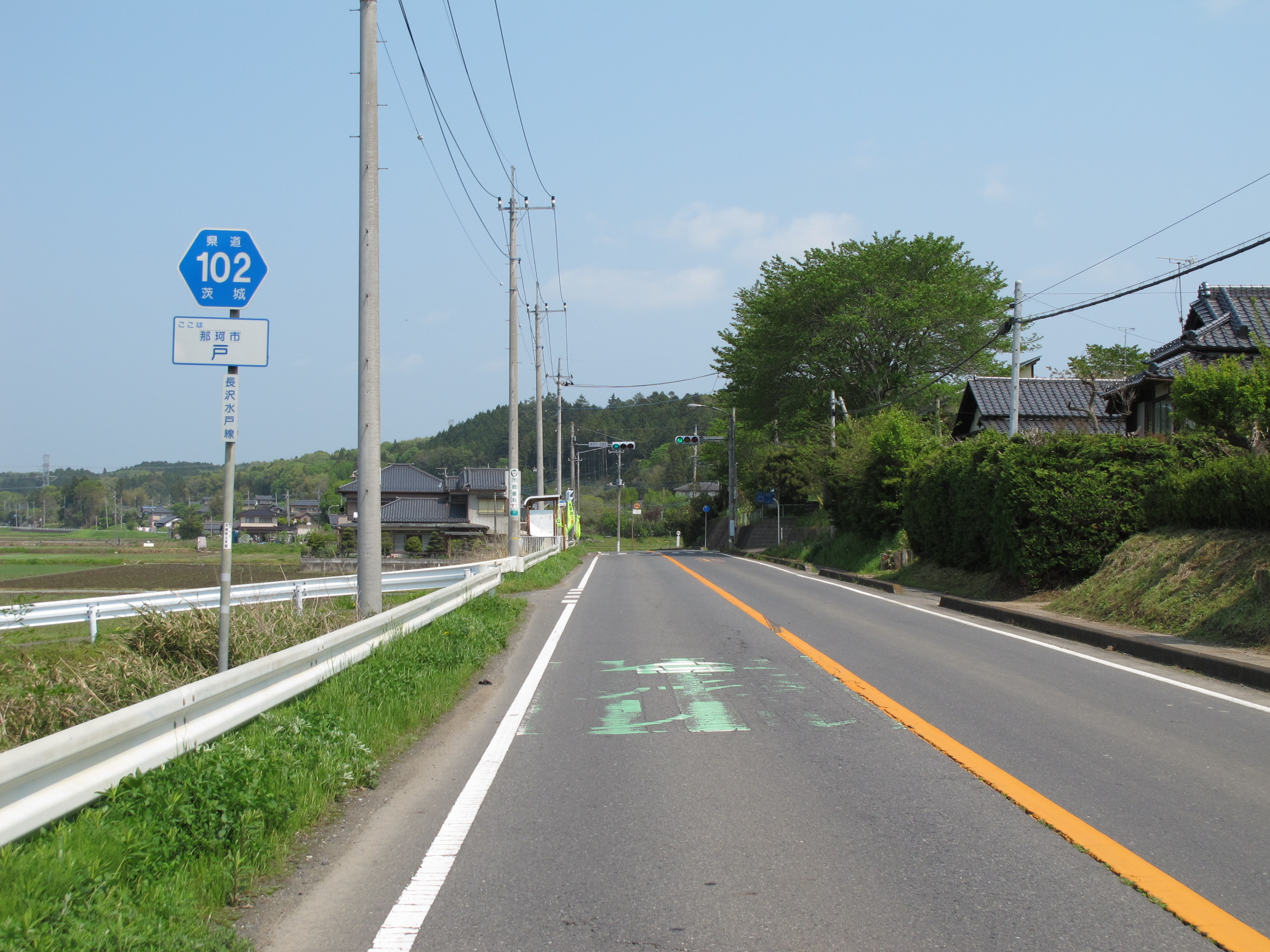
那珂市戸（2012年5月）

茨城県道102号長沢水戸線（いばらきけんどう102ごう ながさわ みとせん）は、茨城県常陸大宮市長沢から同県水戸市に至る一般県道である。

## 概要
常陸大宮市長沢の茨城県道29号常陸太田那須烏山線より分岐南下し、同市小野、那珂市下江戸と経て、国田大橋にほど近い水戸市下国井町の茨城県道63号水戸勝田那珂湊線・国田大橋東交差点に接続する延長約27キロメートル (km) の南北に延びる路線。常陸大宮市東野ではJR水郡線玉川村駅前を通過し、玉川交差点で国道293号と交差する。常陸大宮市三美 - 小野で一部重複となる茨城県道21号常陸大宮御前山線以南から終点までの約16 kmの区間は、那珂川の流れに沿って左岸（東側）に伸びるルートを取っており、那珂川を挟んで右岸側の国道123号と対をなす道路になる。

### 路線データ
- 起点：常陸大宮市長沢（茨城県道29号常陸太田那須烏山線分岐）[1]
- 終点：水戸市下国井町（茨城県道63号水戸勝田那珂湊線交点）
- 総延長：27.052 km[2]
- 重用延長：1.414 km[2]
- 未供用延長：なし[2]
- 実延長：25.638 km[2]
- 自動車交通不能区間延長[注釈 1]：なし[2]

## 歴史
- 1959年（昭和34年）10月14日：現在の路線が県道長沢水戸線として路線認定される[3]。
- 1975年（昭和50年）4月20日：国道118号の千歳橋開通に伴い、水戸市中河内地内の国道118号旧道と県道中河内青柳曲尺手線[注釈 2]の道路の一部区間（868 m）の道路を編入。終点が国道118号新道との交点（中河内交差点）に移る[4]。
- 1982年（昭和57年）12月20日：那珂郡山方町大字長田 - 同字宮下の狭隘路を拡幅改良する道路区域（1.38 km）を指定[5]。
- 1986年（昭和61年）10月20日：那珂郡山方町大字長田の土地改良事業区域内の区間（1.14 km）の道路改良区域決定[6]。
- 1987年（昭和62年）10月1日：那珂郡山方町大字長田 - 同郡大宮町大字東野の道路改良バイパス（2.05 km）の区域決定[7]。
- 1995年（平成7年）3月30日：整理番号108から現在の番号（整理番号102）に変更される[8]。
- 2001年（平成13年）11月22日：水戸市下国井町地内（郵便局付近）の道路改良によるバイパス道路（約0.3 km）が開通する[9]。
- 2009年（平成21年）4月20日：常陸大宮市三美地内の現道（1.58 km）を2車線化道路改良する区域決定[10]。
- 2019年（平成31年）3月28日：常陸大宮市三美の茨城県道21号交点改良による、取付け道路を供用開始[11]。
- 2023年（令和5年）
  - 2月2日：パイパス供与に伴い、常陸大宮市三美字沖ノ谷 - 同市三美字町頭の旧道（176 m）を指定除外[12]。
  - 11月30日：常陸大宮市東野にバイパス（288 m）を新設する道路区域を指定[13]。

## 道路施設
- 梅ノ木橋（枇杷川、常陸大宮市長田）
- 本橋（照田川、常陸大宮市長田）

## 地理

### 通過する自治体
- 茨城県
  - 常陸大宮市 - 那珂市 - 水戸市

### 交差する道路
- 茨城県道161号門井山方線（常陸大宮市照田）
- 茨城県道319号玉川村停車場線（常陸大宮市東野）
- 国道293号（常陸大宮市東野・玉川交差点）
- 茨城県道21号常陸大宮御前山線（常陸大宮市三美の分岐 - 小野の分岐まで重複区間）
- 茨城県道318号小場常陸大宮停車場線（常陸大宮市小場）
- 茨城県道61号日立笠間線（常陸大宮市小場の交点から那珂市下江戸の分岐まで重複区間）
- 茨城県道315号下宿常陸鴻ノ巣停車場線（那珂市戸）
- 茨城県道356号城里那珂線（那珂市戸）

### 沿線
- 水戸グリーンカントリークラブ山方コース（常陸大宮市照田）